# Prostitution en Côte d'Ivoire
La prostitution en Côte d'Ivoire est légale, mais les activités associées, telles que le racolage, le proxénétisme ou la gestion de maisons closes, sont illégales,. Les travailleuses du sexe signalent que les forces de l’ordre sont corrompues. La police harcèle parfois les travailleuses du sexe et exige des pots-de-vin ou des faveurs sexuelles,. Les prostituées transgenres sont souvent ciblées par la police et les populations et victimes de violence. En 2014, on estimait qu'il y avait 9 211 prostituées dans le pays.
La crise politique et militaire a laissé de nombreuses femmes sans revenu, et certaines d'entre elles ont eu recours à la prostitution, en raison du taux de chômage élevé,.
Dans la capitale Abidjannaise, la plupart des prostituées viennent du Ghana, du Nigeria, du Togo, du Mali, du Sénégal et d'autres États d'Afrique de l'Ouest, le plus grands nombre sont originaire du Ghana, pays voisin de la Côte d'Ivoire. Les soldats ivoiriens et le personnel de maintien de la paix de l'ONU figurent parmi les clients.
Dans les villes, les travailleuses du sexe s'organisent en groupe pour protéger leurs intérêts. Souvent, ils se concentre sur un groupe ethnique particulier. Chaque groupe a un chef et d'autres dirigeants, qui sont généralement des prostituées plus âgées, considérées comme « plus sages ».
Le tourisme sexuel est également un problème en Côte d’Ivoire.

## Histoire
Avant l’arrivée des Européens, il existait une forme de prostitution institutionnelle appelée abrakree, particulièrement répandue chez les Akan du Sud-Ouest de la Côte-de-l'Or et de la Côte d'Ivoire. L’élite dirigeante se procurait des femmes, souvent des esclaves, pour satisfaire les besoins sexuels des hommes célibataires. Ces femmes subissaient des rites religieux d'initiation, et leurs revenus étaient gérés par les autorités. Après une visite à Assinie  en 1701, Jean Barbot a documenté que les abrakree d'Assinie se distinguaient des autres femmes en portant un tissu de lin blanc autour de la tête. Il était interdit aux hommes mariés d’utiliser leurs services et les sanctions étaient sévères,,.
Dans les années 1960, de nombreuses prostituées françaises, originaires principalement de Paris et de Marseille, arrivèrent dans le pays. Elles exerçaient comme barmaids dans des bars et des boîtes de nuit, surtout à Abidjan. Elles facturaient des tarifs élevés, mais le propriétaire du bar prélevait une commission sur la « climatisation » par client. En raison de ces honoraires élevés, les clients étaient principalement des Européens ou des membres de l'élite africaine.
Dans les années 1970, les femmes ghanéennes ont commencé à migrer vers la Côte d'Ivoire pour travailler comme prostituées, en réponse à un ralentissement de l'économie ghanéenne. Cette migration s'est poursuivie et, dans les années 1990, plus de la moitié des prostituées d'Abidjan étaient originaires du Ghana.

## Nomenclature locale
- « Bizi » – Pour désigner les « géreuses de bizi », les jeunes filles qui se prostituent[14].
- « Serpents » – À Abidjan, les prostituées sont appelées « serpents » en raison des sifflements qu'elles émettent pour attirer les clients[6]. La rue Pierre et Marie Curie, dans le quartier chaud de Marcory Zone 4, est connue localement sous le nom de « rue du Serpent »[15].
- « Femmes Dioula » – Jeunes prostituées originaires du Mali. Après avoir travaillé pendant une courte période comme prostituées, elles deviennent généralement commerçantes sur les marchés locaux[7].
- « Femmes Karoua » - Femmes âgées Zarma ou Haoussa, généralement divorcées, du Ghana[7].
- « Evolue » - Ces femmes, originaires de divers pays d' Afrique occidentale française, recherchent des clients dans les bars et les boîtes de nuit[7].
- « TouTou » – Originaires des États britanniques d’Afrique de l’Ouest, ces femmes sont principalement des prostituées de rue. Le nom est dérivé de « deux shillings, deux pence » ; une prostituée qui ne demande pas beaucoup d'argent[7].

## Santé
Comme d’autres pays d’ Afrique de l’Ouest, la Côte d’Ivoire connaît une épidémie de VIH. Les travailleuses du sexe constituent un groupe à haut risque et l’utilisation du préservatif n’était auparavant pas courante, ce qui explique que 70 % des travailleuses du sexe à Abidjan étaient séropositives en 1995. Des campagnes de sensibilisation des populations et des programmes éducatifs ont été spécifiquement destinés aux populations les plus à risque, comme les travailleurs du sexe, permettant ainsi de réduire le taux d'infection de 40 % en 1998.
La poursuite des campagnes de sensibilisation, l'éducation, la distribution de préservatifs et l'amélioration de l'accès aux soins de santé ont contribué à réduire la prévalence du VIH parmi les professionnels du sexe à 26,6 % en 2011, et à 11 % en 2016.

## Trafic sexuel
La Côte d’Ivoire est à la fois un pays d’origine, de transit et de destination pour les femmes et les enfants victimes de trafic sexuel. La traite à l’intérieur du pays est plus fréquente que la traite transnationale, et la majorité des victimes identifiées sont des enfants. En raison de l'accent mis sur la surveillance et la lutte contre la traite des enfants, la prévalence de la traite des adultes pourrait être sous-estimée. Les femmes et les filles ivoiriennes sont principalement soumises à du travail forcé dans le service domestique et dans les restaurants en Côte d'Ivoire, mais elles sont également exploitées dans le cadre du trafic sexuel. Certaines femmes et filles recrutées au Ghana et au Nigéria , comme serveuses sont victimes de trafic sexuel,. Les autorités soulignent que les migrants illégaux ivoiriens en Algérie sont vulnérables au trafic en raison de leur statut irrégulier et illégal. L’absence de données complètes sur la traite des êtres humains en Côte d’Ivoire rend l’ampleur du problème méconnue.
Le Bureau de surveillance et de lutte contre la traite des personnes du Département d'État américain classe la Côte d'Ivoire parmi les pays de niveau 2.